# Zion Narrows

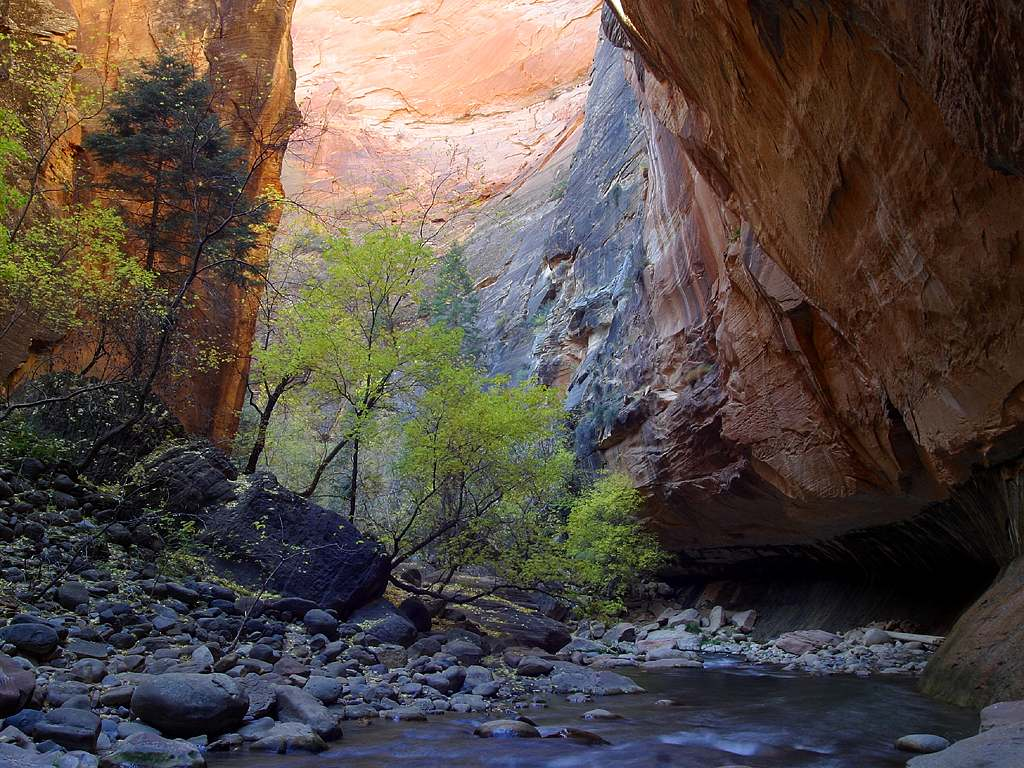
Zion Narrows

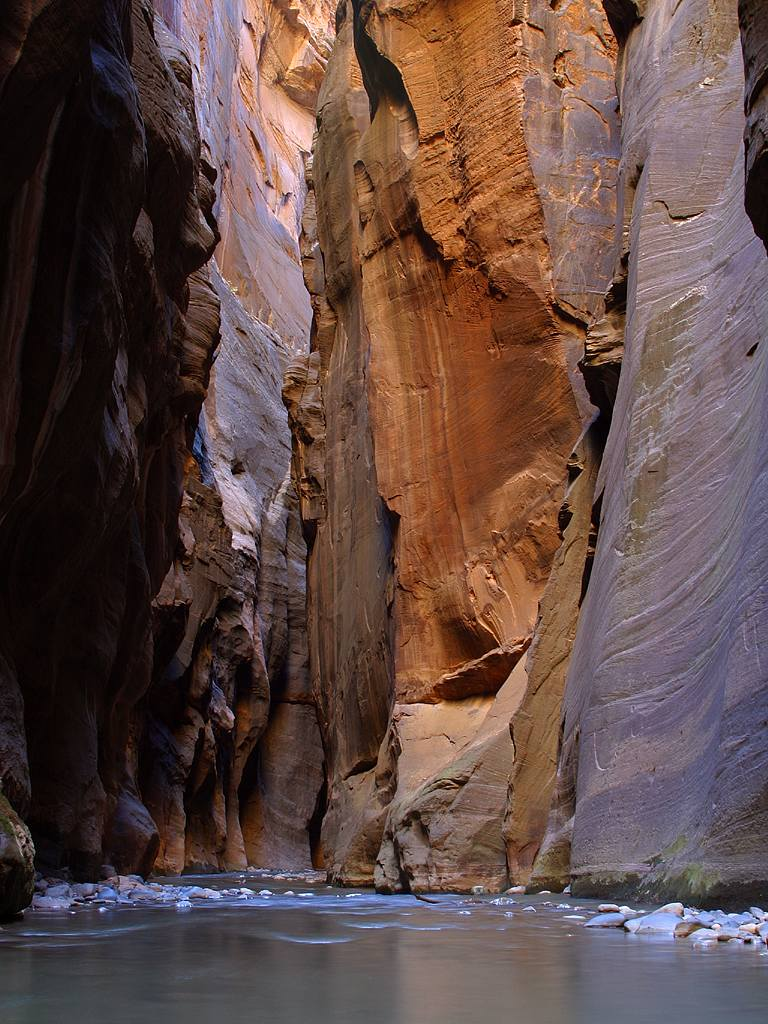
Zion Narrows

Zion Narrows is een deel van de canyon in het Nationaal park Zion in de Amerikaanse staat Utah.
Het ligt bij de rivier de Virgin. Er is een wandeling van Chamberlain Ranch tot de Temple of Sinawava van 26 km.